# Arycanda cuneiplena
Arycanda cuneiplena är en fjärilsart som beskrevs av Swinhoe 1900. Arycanda cuneiplena ingår i släktet Arycanda och familjen mätare. Inga underarter finns listade i Catalogue of Life.